# Salpichroa tristis
Salpichroa tristis là loài thực vật có hoa trong họ Cà. Loài này được Miers miêu tả khoa học đầu tiên năm 1848.